# Río Piedras (España)
El río Piedras es un río costero de Andalucía España, cuyo curso se ubica enteramente en la provincia de Huelva. Nace en el término municipal de El Almendro, aunque la mayor parte de los arroyos que le dan origen y que proceden de la sierra del Almendro, nacen en el término municipal de Villanueva de los Castillejos. Discurre de norte a sur y desemboca entre la Flecha de Nueva Umbría (Lepe) y Nuevo Portil (Cartaya).

## Hidronimia
El Piedras debe su nombre a los cantos rodados que depositaba el río en las márgenes y lecho del mismo con las avenidas, a pesar de tener escaso caudal el resto del año, lo que le confería un cauce bastante pedregoso.

## Cuenca
A pesar de su escasa longitud y de las pequeñas irregularidades del relieve, la cuenca del río Piedras es bastante extensa y tiene la forma típica de un drenaje dendrítico, como sería la de los nervios de una hoja palminervia, en especial, en su cuenca superior, donde se reúnen casi 20 arroyos de la sierra del Almendro en dos o tres brazos principales que se unen a su vez, en el embalse del Piedras como puede verse en la imagen del artículo. De todos estos arroyos, el más caudaloso es el que nace en el término municipal de El Almendro, algo más de 1 km hacia el noroeste de Villanueva de los Castillejos. Precisamente, este hecho es el que viene a justificar esa mayor extensión de la que tendría de no tener numerosos afluentes casi tan importantes como el río principal. 

## Administración
La gestión de los recursos hídricos de la cuenca del Piedras corresponde a la Demarcación Hidrográfica del Tinto, Odiel y Piedras (DHTOP), perteneciente a la Junta de Andalucía. Anteriormente pertenecía a la Demarcación hidrográfica de las Cuencas Atlánticas Andaluzas.

## Infraestructuras

### Embalses
Contiene varios embalses a lo largo de su curso : 
- Embalse de Tres Picos,[5] muy cerca de su nacimiento y que cumple únicamente funciones de regularización del caudal.
- Embalse del Piedras,[6] el mayor y cuyo canal conecta con el canal de abastecimiento de la zona industrial de Huelva, además de dar origen a varias acequias o canales de riego.
- Embalse de los Machos,[7] que da origen a varias acequias o canales de riego.

### Puentes
Es atravesado en su curso bajo varios puentes, todos ellos tras la Presa de los Machos:
- Puente de la A-49 sobre el río Piedras, ubicado a pocos metros río abajo desde la Presa de los Machos.
- Puente de la Tavirona, antiguo puente ferroviario de la línea de ferrocarril Gibraleón-Ayamonte que hoy forma parte de la Vía Verde del Litoral.
- Puente de La Barca, que salva el paso de la N-431 sobre el río y conecta las localidades de Lepe y Cartaya.
- Puente El Terrón-El Rompido (cimientos), cuya obra fue iniciada pero posteriormente interrumpida sin fecha de continuación.

### Molinos mareales
En el curso del río Piedras se han ubicado a lo largo de la historia diversos molinos mareales, todos ellos de reflujo y rodezno según el análisis de los restos que quedan visibles. Estuvieron en uso probablemente desde el siglo XV hasta el siglo XIX.
En orden desde el nacimiento del río hacia su desembocadura, se tiene constancia de los siguientes molinos, inscritos en el Catálogo General del Patrimonio Histórico Andaluz:
- Molino de la Barca (Lepe)
- Molino de Legrete (Cartaya)
- Molino de Valletaray (Lepe)
- Molino de la Higuera (Lepe)

## Desembocadura
Después de pasar entre los municipios de Lepe al oeste y Cartaya al este, su desembocadura en el Océano Atlántico se realiza en forma paralela a la costa, lo cual se debe a una lengua de arena o cordón litoral, Flecha del Rompido, que discurre a lo largo de un trecho de la costa de unos 12 kilómetros de longitud. A su vez, este cordón litoral ha venido creciendo hacia el este debido a la dirección constante de la corriente de deriva litoral Una especie de ramal de la Corriente del Golfo y del oleaje debido a los vientos constantes que proceden del oeste. Esta desembocadura constituye un curioso canal que va creciendo unas docenas de metros cada año. Dicho canal es navegable por embarcaciones de poco calado cuando sube la marea, ya que tiene escasa profundidad. La desembocadura del río Piedras fue declarada paraje natural en el año 1989 como marismas del río Piedras y Flecha del Rompido.
La vegetación que se puede encontrar en este paraje va desde los eringios marítimos, retamas y barrones, en la zona de barra, hasta los bosques de pino piñonero (Pinus pinea) en la zona de Cabezo de El Terrón, pasando por el almajo o la espartina marítima en la zona de la marisma. Existe una gran variedad de aves, sobre las que destacan especies amenazadas como el pato colorado o el águila pescadora, también la garceta o el charrán patinegro. Junto a las aves cabe destacar la presencia de camaleones y el lince ibérico junto con otros pequeños mamíferos.